# Дорпатско войводство
Дорпатското войводство (на полски: Województwo dorpackie) е административно-териториална единица в състава на Жечпосполита. Административен център е град Дорпат.
Войводството е създадено през 1598 година чрез преобразуване на Дорпатската президенция (от 1582). Обхваща земи от историко-географската област Ливония (Инфлянти).
През 1622 година войводството е превзето от Швеция. Тази териториална промяна е затвърдена чрез Оливския договор от 1660 година.